# 东太行景区

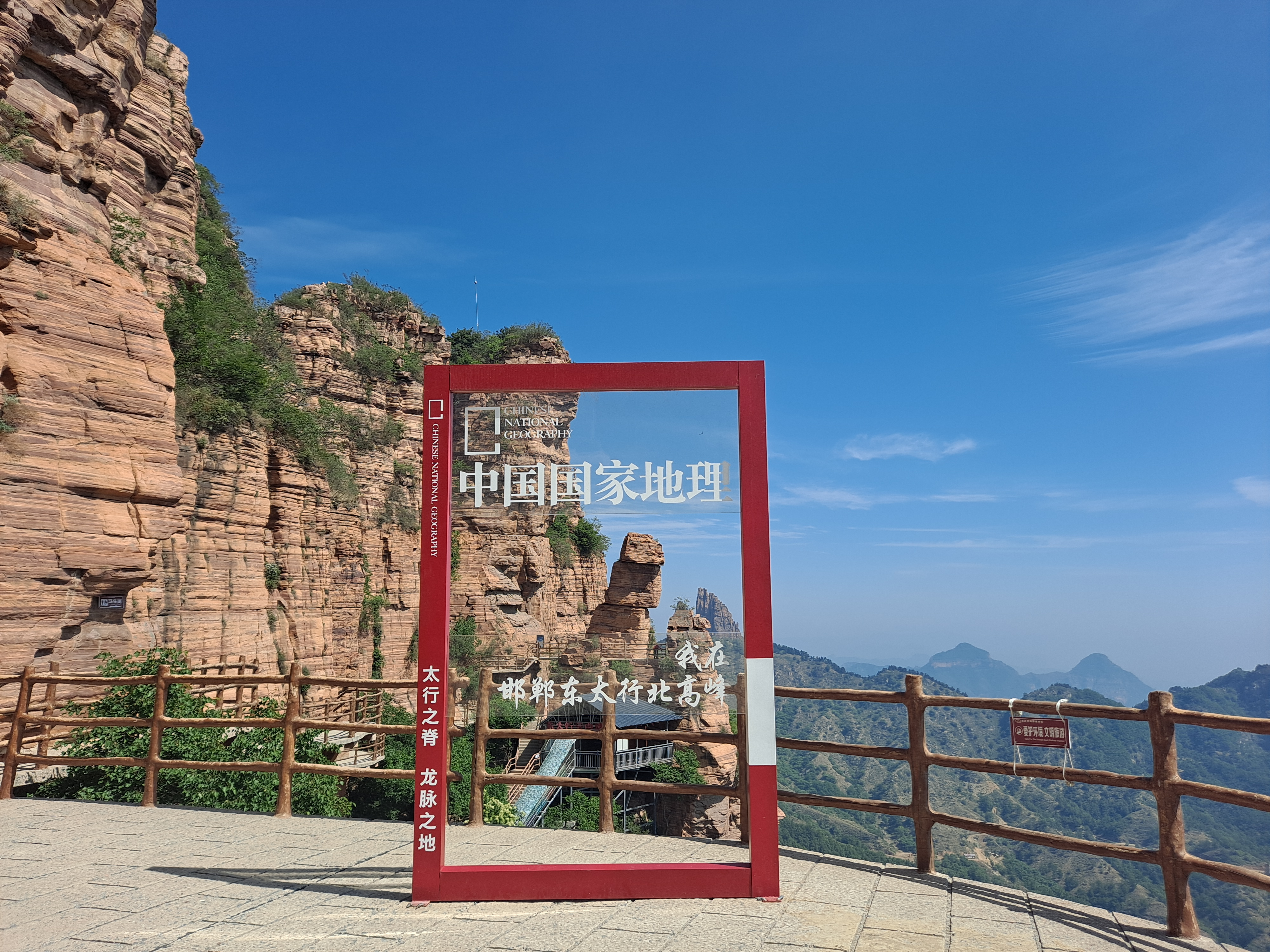
东太行三生石

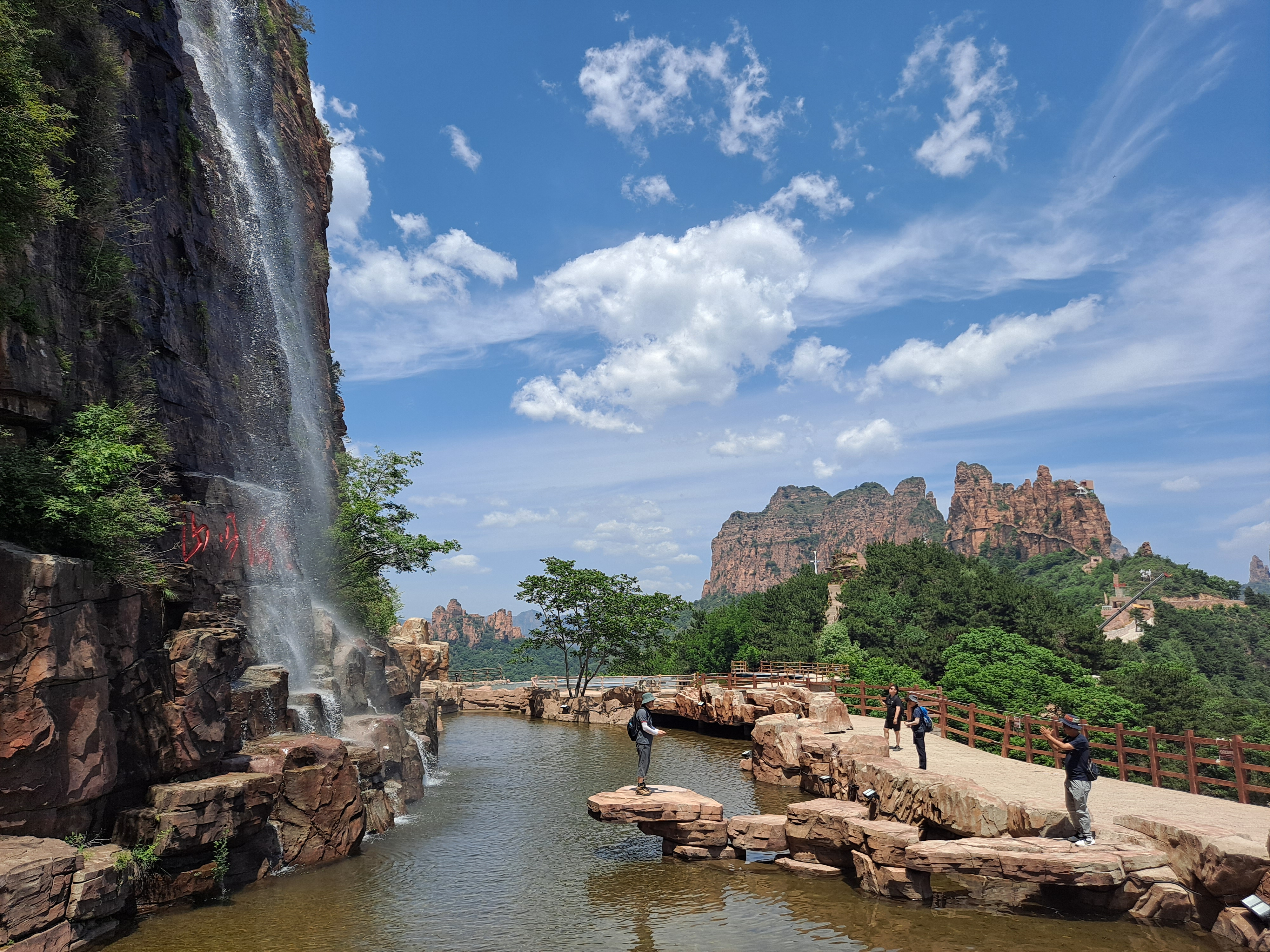
天境湖

东太行风景区位于太行山东麓河北邯郸武安市，是国家4A级旅游景区，主峰“北高峰”海拔1428米。东太行有和美国科罗拉多大峡谷一样的丹霞地貌，有中国科罗拉多大峡谷之称。